# Mount Brewster, Antarktis
Mount Brewster är ett berg i Antarktis. Det ligger i Östantarktis. Nya Zeeland gör anspråk på området. Toppen på Mount Brewster är 2 009 meter över havet, eller 12 meter över den omgivande terrängen. Bredden vid basen är 0,82 km.
Terrängen runt Mount Brewster är bergig norrut, men söderut är den kuperad. Trakten är obefolkad. Det finns inga samhällen i närheten.